# Microverzekering
Microverzekeringen zijn kleine verzekeringen, bedoeld voor mensen in ontwikkelingslanden. Veel arme mensen benoemen concreet dat het grootste nadeel van armoede niet zo zeer is het weinige geld dat ze dagelijks kunnen besteden, maar het probleem dat je tegenvallers niet kan opvangen. Vaak moet na een tegenvaller een inkomen genererend product worden verkocht, zoals een koe of een stuk tuingereedschap van een boer.
Er bestaan verschillende categorieën microverzekeringen.
- overlijden
- ziekte
- misoogst
In het algemeen is er voor de arme doelgroep geen vraag naar verzekeringen voor brand, diefstal of aansprakelijkheid.
Er zijn ruwweg twee organisatievormen: onderlinge verzekeringen (binnen een gemeenschap) of herverzekerde aangeboden door verzekeringsmaatschappijen. 
Het principe van een onderlinge verzekering is eenvoudig. Een groep mensen besluit gezamenlijk een spaarpot te vormen waaruit de schade van individuele deelnemers wordt betaald. 
De deelnemers bepalen zelf de verzekeringsvoorwaarden en de premie, beheren de reserves en beslissen over de toe te kennen uitkeringen.
Herverzekerde verzekeringen zijn veel ingewikkelder. Dit wordt in ontwikkelingslanden alleen gedaan als het noodzakelijk is. Bij misoogstverzekeringen is dit noodzakelijk, omdat iedereen in dezelfde gemeenschap tegelijk getroffen wordt door de misoogst en een onderlinge maatschappij dus nooit genoeg geld kan hebben om die schade te vergoeden.   Het probleem is het berekenen van de kans op een misoogst. Soms zijn er regenvalcijfers beschikbaar, meestal niet. En er zijn geen betrouwbare cijfers over de kans op sprinkhanen, larven en graan-etende vogels.
Om een microverzekering van de grond te krijgen, is wel een bepaalde structuur nodig. Doorgaans zijn het lokale niet-gouvernementele organisaties (ngo's) die het initiatief nemen tot de opzet van een microverzekering. 
Zij roepen daarbij vaak de hulp in van westerse donoren, veelal bekende organisaties voor ontwikkelingssamenwerking. Op hun beurt schakelen die specialisten in, die op vrijwillige basis verzekeringstechnische, administratieve en organisatorische assistentie verlenen. In Nederland hebben deze vrijwilligers zich verenigd in de Micro Insurance Association Netherlands (MIAN). Microverzekeringen zijn primair bedoeld voor basale risico's die ernstig ingrijpen in het leven van de deelnemers.
Meestal wordt begonnen met de opzet van een overlijdensrisicoverzekering. Die voorziet in een uitkering aan de nabestaanden van een overleden kostwinner. Het gaat hierbij niet om gigantische bedragen, maar om een vergoeding van de begrafeniskosten en een periodieke uitkering om enige tijd in het levensonderhoud van het achterblijvende gezin te voorzien. 
In sommige moslim ontwikkelingslanden zoals Mali, blijkt het bestaan van dit soort verzekeringen ertoe te leiden dat men met elkaar durft te praten over het leven na de dood van een van de ouders van een gezin. Het gebruikelijke taboe verdwijnt en dat wordt omschreven als een opluchting.
Als er voldoende deelnemers zijn en er enige reserves zijn opgebouwd, wordt de overlijdensrisicoverzekering vaak gevolgd door een verzekering voor ziektekosten.
Microverzekeringen worden in het algemeen pas geïntroduceerd als de lokale bevolking reeds kennis heeft gemaakt met andere vormen van microfinanciering, microkrediet en microsparen.
In landen als India, de Filipijnen, Sri Lanka en Oeganda zijn al diverse lokale onderlinge maatschappijen met succes actief. Belangrijk is dat zij, na een aanloopperiode, zelfstandig functioneren en de ondersteuning van ngo's, donoren en vrijwilligers niet meer nodig hebben. 
In India is enige ervaring met misoogstverzekeringen. Dit is helaas niet kopieerbaar naar Afrika. Nederlandse ontwikkelingshulporganisaties zijn bezig zo'n product te ontwikkelen in Senegal, West-Afrika.